# Бельно (гміна Беліни)
Бельно (пол. Belno) — село в Польщі, у гміні Беліни Келецького повіту Свентокшиського воєводства.
Населення — 476 осіб (2011).
У 1975-1998 роках село належало до Келецького воєводства.

## Демографія
Демографічна структура на день 31 березня 2011 року:
|          | Загалом | Допрацездатний вік | Працездатний вік | Постпрацездатний вік |
| -------- | ------- | ------------------ | ---------------- | -------------------- |
| Чоловіки | 220     | 44                 | 161              | 15                   |
| Жінки    | 256     | 70                 | 142              | 44                   |
| Разом    | 476     | 114                | 303              | 59                   |